# Jens Jørn Jensen
Jens Jørn Jensen (født 8. juni 1948) er en tidligere dansk fodboldspiller, der spillede for Hedensted IF og Vejle Boldklub .

## Karriere
Det var i en relativt sen alder, at Jens Jørn Jensen i 1968 meldte sig under fanerne i Vejle Boldklub efter at have slidt mange fodboldstøvler op i den lille klub Hedensted IF. Imidlertid erobrede han hurtigt en plads på Vejles bedste mandskab. 
I tiden som VB'er opnåede Jens Jørn Jensen at spille 197 kampe og blive dansk mester i 1971 og 1972 samt pokalmester i 1972 og 1975 . Han spillede sin afskedskamp d. 17. april 1977 i en kamp mod Randers Freja.